# 許特根森林戰役
許特根森林戰役（德語：Schlacht im Hürtgenwald）是第二次世界大戰中美軍和德軍在許特根森林進行之一系列激烈戰鬥的統稱。它是第二次世界大戰中在德國本土進行最長時間的戰役，亦是美軍在歷史上時間最長的單一戰役。該戰役從1944年9月19日—1945年2月10日，戰場在德國—比利時東部邊境，範圍超過129平方公里。
美軍指揮官的最初目標是夾擊該地區之德軍，以阻止他們向北增援阿登山區至魯爾河的戰線，因為正在該區的一系列布滿防禦工事、坦克陷阱及地雷區的要塞市鎮及鄉村之間進行一場塹壕戰，第2個目的是左右夾擊該戰線。
美軍的最初目標是攻佔施密特、掃蕩蒙绍及推進至魯爾河，德軍指揮官瓦爾特·莫德爾則希望再次打擊盟軍，令他們停止前進，當減少部隊在亞琛日常活動時，他依然收到有關情況的每日會報，減慢盟軍的推進速度、給予盟軍重大傷亡及充分利用這地區德國人的防禦工事即“西線長城”，盟軍稱呼為齊格菲防線。
許特根森林令美國第1軍團付出了最少33,000人死亡及傷殘的代價，包括戰鬥及非戰鬥損失；德軍的傷亡數字介乎12,000至16,000人之間，亞琛最終在10月22日陷落及導致美國第9軍團付出巨大代價，第9軍團向魯爾河的進攻沒有很大進展，未能渡河或從德軍手中奪取水壩，許特根因導致如此巨大傷亡而被盟軍稱為「首次重要的失敗」，及令莫德爾聲名顯赫。
德軍拚死防守該地區有兩個原因：這地區作為阿登攻勢（突出部之役）的舞台，而該攻勢仍在準備之中，通過這些山區可到達魯爾湖上的施瓦門奧爾大壩，當打開水閘時，會使下游低窪地區被水淹沒及限制任何渡河的嘗試，盟軍對此在數次被擊退後才知道，德軍一直堅守此地區直至他們在西方戰線實施最後的大規模攻勢：「阿登攻勢」。

## 背景
1944年9月中諾曼第戰役後盟軍對德軍的攻勢進展，因補給線過長及德軍重整而開始減慢。他們的下一個戰略目標是向萊茵河作全線推進並準備渡河。但由寇特尼·霍奇斯指揮的美國第1軍團在通過亞琛空隙時遭到頑強抵抗，並受到以許特根森林為基地的敵軍阻擊。
10月初美軍第1步兵師到達當地，與美國第19軍及第52軍一起包圍亞琛。儘管第1步兵師勸導守軍投降，但德軍指揮官吉哈德·域奇少將仍然堅持戰鬥至10月21日。
盟軍也相信必須消除魯爾河堤壩對盟軍之威脅，因為德軍隨時可以將堤壩儲存的水排放，淹沒任何在下游的部隊。奧馬爾·布拉德利、寇特尼·霍奇斯及J·勞頓·柯林斯等美國指揮官認為，到達該堤壩最直接的路線是通過許特根森林。
在事後，軍事歷史學家不再堅持這些論點，查爾斯·麥克勞是一名美軍歷史學家，在許特根森林戰役中擔任美軍一個連長，他描述該戰役是「一場誤解、基本上沒有結果而應該避免進行的戰役」。

### 地理位置

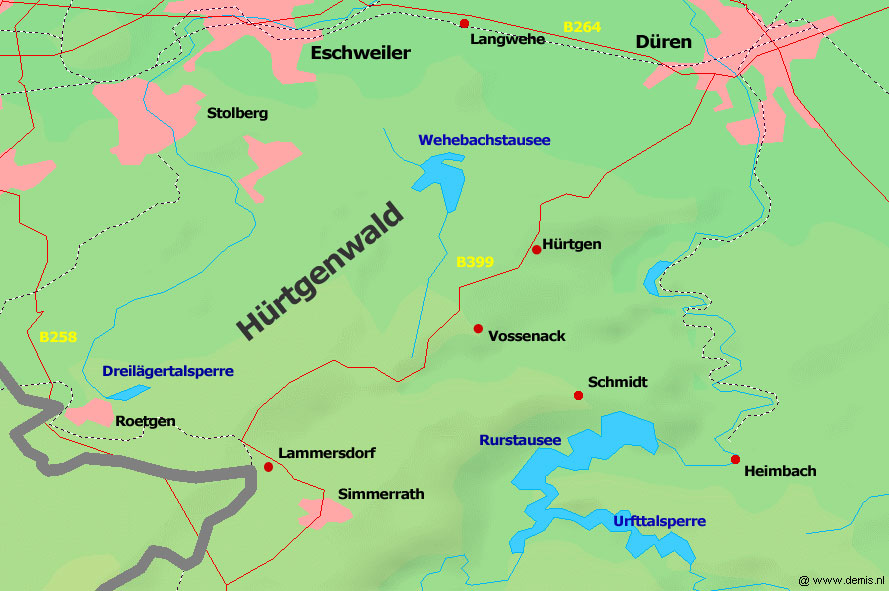
該戰役戰場地圖

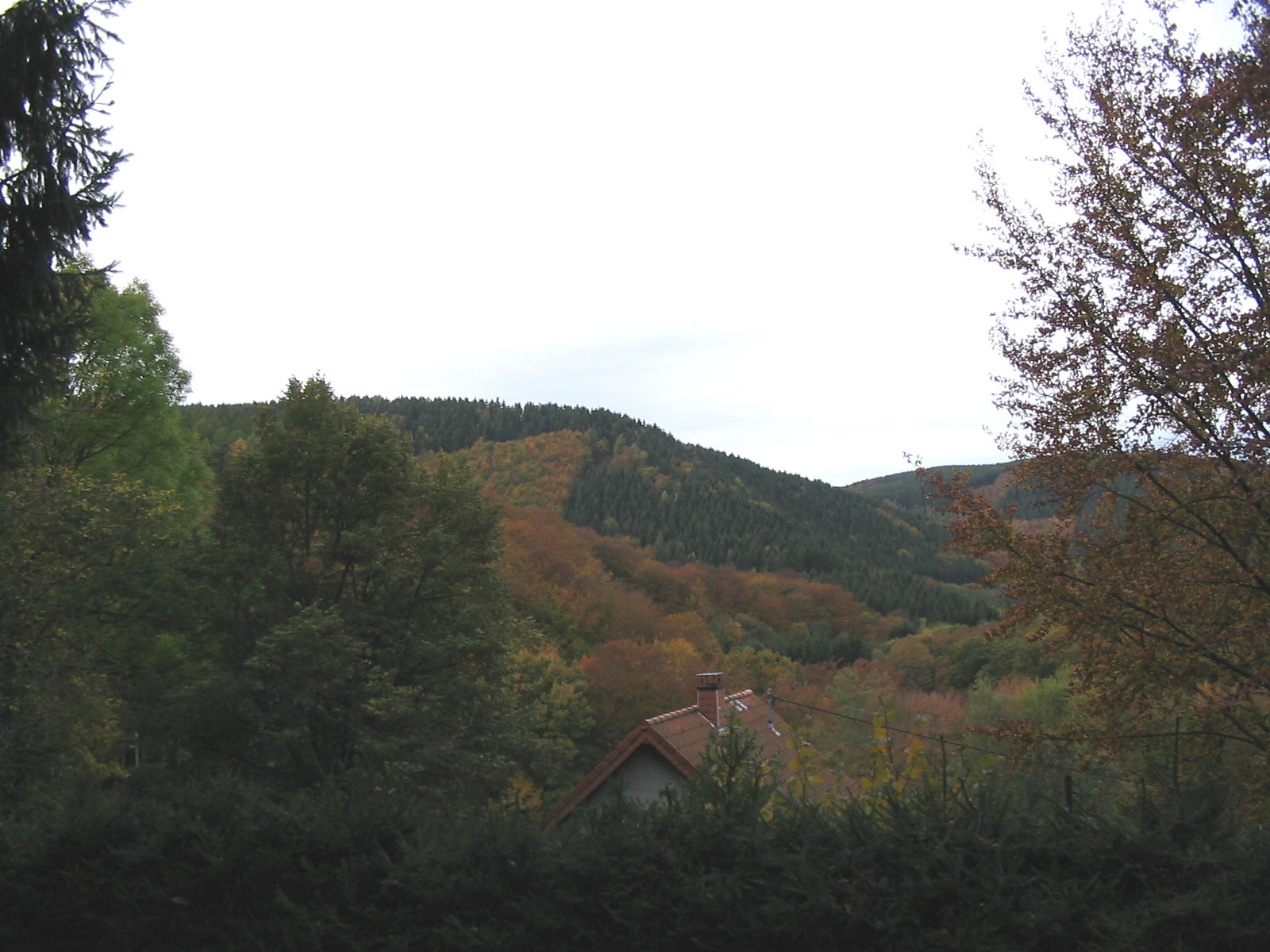
里爾河谷以西之現況

許特根森林位於魯爾河與亞琛之間崎嶇不平的地帶，在茂密的森林中只有少數道路、小徑及防火道，使車輛運輸受到限制。在1944年的秋季及初冬，天氣寒冷及潮濕，令地面部隊經常未能得到空中支援，地面上的狀況由潮濕轉為被雪覆蓋。
防守的德軍在此區已佈滿碉堡、地雷、有刺鐵絲網、及設詭雷，又以雪覆蓋。再加上在此區有數條地下碉堡，大部份屬於防守嚴密的齊格菲防線。茂密的森林容許滲透及側翼進攻，但很難形成一條完整的戰線或完全清除敵人，少數的渠道及空地容許德軍的機關槍、迫擊砲及炮兵單位準確地在這區預先排列及射擊。除了惡劣的天氣，茂密的森林及崎嶇不平的地形，也讓盟軍不能利用其空中優勢以打擊敵軍目標。
美軍在人數上有很大優勢（最高是5:1），裝甲部隊、機動性及空中支援等優點則因天氣及地形因素而被削弱。在樹林中，少數決定性及準備充分的守軍亦能發揮很高效率，當美軍部隊受到傷亡時，缺乏經驗的新兵被送上前線作為替補。
不能穿越的森林限制了坦克的使用，且讓裝備了反坦克榴彈發射器的反坦克部隊易於隱藏。在該戰役之後期，部隊更爆破了通過森林的坦克通道，交通也因缺乏通道而受到類似限制：在重要時刻這證明增援困難或限制撤出傷員，德軍也受到同樣的阻難，當然其部隊在經過法國撤退時已受到巨大損失，且因此由沒有受訓的年輕人、不合乎當兵的人或老年人所代替。運輸也是一個問題，因為道路受到破壞及缺乏運輸車輛和燃料，很多補給都是用人手運往前線。但德國守軍也有其指揮官和一部分士兵，因有數年作戰經驗而懂得如何在冬季和樹林中有效作戰，在這些方面美軍雖也受高度訓練但缺乏經驗。
高樹林的遮蓋也對守軍有利，炮兵火力會施行樹林爆破點燃樹林，當守軍在據守地點上被覆蓋（及從樹上掉下來的碎片石）保護時，進攻部隊在開闊的地上更容易受到攻擊，相反地美軍迫擊砲組雖清除樹林以進行作業，這工作危險而不常見，因為他們被德軍對準，所以迫擊砲支援經常被狙擊手襲擊。

### 雙方參戰部隊
許特根森林地區由寇特尼·霍奇斯的美國第1軍團負責，下轄有美國第5軍及第7軍。 
開始時，防守該地區是德軍第275及第353步兵師；他們是已被削弱但準備充足的5,000人（1,000人是後備軍）及由漢斯·舒密特指揮，他們只有少量火炮及沒有坦克，當戰役進行時，德軍增加了增援力量，美軍估計這些守軍是衰弱並且準備撤退的。

#### 美軍战斗序列
- 美軍第1步兵師
- 美軍第4步兵師
- 美軍第8步兵師
- 美軍第9步兵師
- 美軍第17空降師
- 美軍第28步兵師
- 美軍第78步兵師
- 美軍第82空降師
- 美軍第83步兵師
- 美軍第104步兵師
- 美軍第3裝甲師
- 美軍第5裝甲師
- 美軍第7裝甲師
- 美軍366戰鬥機聯隊
- 美軍第2別動團

#### 德軍战斗序列
- 德軍第85步兵師
- 德軍第89步兵師
- 德軍第275步兵師
- 德軍第344步兵師
- 德軍第347步兵師
- 德軍第353步兵師
- 德軍第3傘兵師
- 德軍第3裝甲擲彈兵師
- 德軍第116裝甲師
- 德軍第12國民擲彈兵師
- 德軍第47國民擲彈兵師
- 德軍第246國民擲彈兵師
- 德軍第272國民擲彈兵師
- 德軍第326國民擲彈兵師

## 戰況

### 第1階段
這階段的戰事集中位於許特根森林南部在舒密特鎮。它橫貫在德軍重要的補給線上公路上。
戰事在1944年9月19日爆發，美軍第60步兵團的1支巡邏隊進入許特根森林，但在受地形限制及抵抗下撤回。
10月5日美軍第9步兵師下轄的第60及第39步兵團進攻舒密特鎮，而第47步兵旅則保持防守，蒙绍—迪倫公路很快被切斷，但該兩旅在敵軍抵抗下進攻速度減慢及付出明顯的傷亡：第60步兵團第2營在攻勢第1天後減員至原本的33%，第39步兵團在Weisser Weh小溪停止前進，狹窄的小路、樹木上的空中爆破及防火道被封鎖或射擊均毫導致問題出現，撤退及補給均很困難或不可能。
步履艱難地前進的情況依然持續，到10月16日，美軍已付出4,500人傷亡的代價但只前進了3,000碼，1個在賓夕法尼亞州建立的國民警衛隊單位：美軍第28步兵師在當日到達以支援支離破碎的第9步兵師。
第28步兵師得到裝甲部隊、有履帶的M29鼬鼠裝甲車及空軍的支援。在它轄下的3個團中，其中1個被部署來掩護北翼，另1個的進攻Germeter，而最後1個則進攻最重要的目標：舒密特鎮。雖然有需要由裝甲部隊支援步兵，但作戰戰場的地型崎嶇不平並不適合坦克作戰。

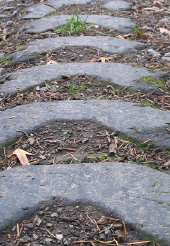
1輛在里爾河谷被擊中及燃燒的美軍裝甲車輛造成的軌跡，軌跡部分已經在道路中消失

第28步兵師的進攻在11月2日開始；守軍已預備好迎擊這次進攻，美軍第109步兵團在前進300碼後因遇上一個沒有預料到地雷區、迫擊砲的火力夾擊及炮火火力而受阻和因守軍的反攻而被擊退，兩天後在付出巨大傷亡下只前進了1公里，美軍第112步兵團進攻Vossenack及附近之狹谷，在11月2日當天便攻佔此地，但在頑強抵抗及惡劣地形影響下未能進入里爾河谷，美軍第110步兵團清除了在里爾河旁的樹木、攻佔了及建立了一條通往舒密特鎮的補給線；在這裡他們受到惡劣天氣、敵軍之嚴密防守、守軍之決斷及地形影響，惡劣的天氣付盟國空軍在11月5日前都未能提供戰術空中支援。
第112步兵旅在11月3日到達舒密特鎮，切斷了德軍通往蒙绍的補給線，但美軍由於里爾小路被封鎖而補給不繼、未能增援或撤退，德軍的第116裝甲師之坦克和第89步兵師之步兵很快聯合從舒密特鎮的美軍發動強大反攻，美軍未能反擊，之後兩天，第112步兵旅只能在舒密特鎮外圍堅守據點。
11月6日美軍第12步兵團脫離第4步兵師的建制及被派往增援第28步兵師。
跨過里爾橋後，美軍第28步兵師的部隊在11月初向前推進以攻佔舒密特鎮。數天後，被稱為「諸靈節戰役」（德語：Allerseelenschlacht）的戰事是美軍的一場災難。當美軍試圖越過里爾橋指向Vossenack，德軍已經將大部分里爾狹谷切斷，1名德軍團長：京特·施密特陸軍上尉負責與美軍安排從11月7日至12日在里爾橋進行非正式停火，以照料雙方傷員，德軍醫務輔助人員救活了很多美軍士兵的生命。
在Vossenack，第112步兵團第2營在避開德軍的攻擊後崩潰，由於很幸運地兩個美軍裝甲排的坦克及M10驅逐坦克到達，再加上第2營士兵及第146工兵營的2個排作為步兵支援，美軍堅守了陣地及繼續攻擊舒密特鎮直至11月10日。

### 第2階段
在這階段，美軍第4步兵師掃蕩位於Schevenhütte及許特根之間森林北部、攻佔許特根森林及前進至迪倫以南的魯爾河地區。從11月10日起，第7軍的部份主力到了達魯爾河。第4步兵師全面向許特根森林進攻，雖然其第112步兵團已經在舒密特鎮的戰事中遭受沉重打擊，但其餘2個團仍可以全力向進攻以達致目標。第7軍遭到德軍頑抗，主要是德國第81軍，下轄有3個已被削弱的師，在許特根的是德軍第275步兵師：6,500名士兵及150門大炮，他們已構築好防線及準備充足。

來自防衛技術資料中心 （页面存档备份，存于）的一份報告摘要描述發生了什麼事情：
美國第1軍團之第7軍在1944年11月16日發起進攻，包括第1、第4、第104步兵師和加拿大第5裝甲師清除許特根森林及通往魯爾河的道路，經過激烈戰鬥，主要是第4步兵師，第7軍的進攻被迫停止，第5軍在1944年11月21日發起進攻，包括第8步兵師及加拿大第5裝甲師，第5軍經過激烈戰鬥後在1944年11月28日攻佔許特根森林。
進攻在11月16日展開，兩個步兵團展開平行攻擊： 第8步兵團沿森林北面指向魯爾河，第22步兵團在其南面平行進攻，開展的側翼引致滲透，類似的戰術在許特根森林已曾引致災難。
第8步兵團在羅瑟韋小溪的進攻遭遇頑強抵抗及付出巨大死傷，第22步兵團未能攻佔Raven’s Hedge （Rabenheck），被沿防火道佈署的重型機槍及火炮炮火擊退，在3天的戰事中損失了300人，包括軍官及士官。
11月18日坦克被認為是戰鬥的必需品，因此引擎的吹奏聲充滿了在森林之坦克道路上，通訊與補給依然是一個問題，因此盟軍在11月19日暫停攻擊以進行補給及救助傷員，而德軍第344及第353步兵師亦趕到增援及令抵抗加強，11月20日，美軍第4工兵營的1名軍醫羅素·約克獲授銀星獎章，因他在魏瑟爾韋小溪的戰事中於協助部隊成功建設一座橋樑。
戰鬥責任回到第5軍身上，11月21日美軍第8步兵師進攻魏瑟爾韋河谷及指向許特根，第121步兵團立即遭到頑強抵抗，雖然得到第10坦克團的支援，每日的進展少於600碼，許特根在11月29日被攻佔及戰役向1公里以北的克萊因豪斯擴展。
在許特根森林最後的戰事是發生在森林東北面之梅洛德，兩個連的美軍攻佔此狹谷，但他們之後在德軍的1次反攻中被消滅。
第8及第28步兵師的單位向布蘭登堡，第28步兵師跟之前的第9步兵師一樣（與第4步兵師一同支援第28步兵師）亦在許特根森林戰役中付出巨大傷亡，11月14日第2別動營趕到增援第121步兵團，12月6日別動隊向柏格斯坦推進及從德軍第272國民擲彈兵師轄下第980榴彈槍團手中攻佔戰略據點第400號山頭，數天後的12月12日，美軍攻佔了蓋伊及寶石鎮。
在西牆的軍事行動持續至1944年12月15日，雙方共有25%的士兵陣亡、受傷或被俘，美國第1及第9軍團--有57,039人在戰鬥中傷亡（陣亡、受傷、被俘或失蹤）；71,654人非戰鬥傷亡，例如意外、疾病如肺炎、戰壕足、凍傷及外傷，德軍方面估計有12,000人陣亡、95,000人被俘（文件上顯示）及受傷人數不詳。

## 總結

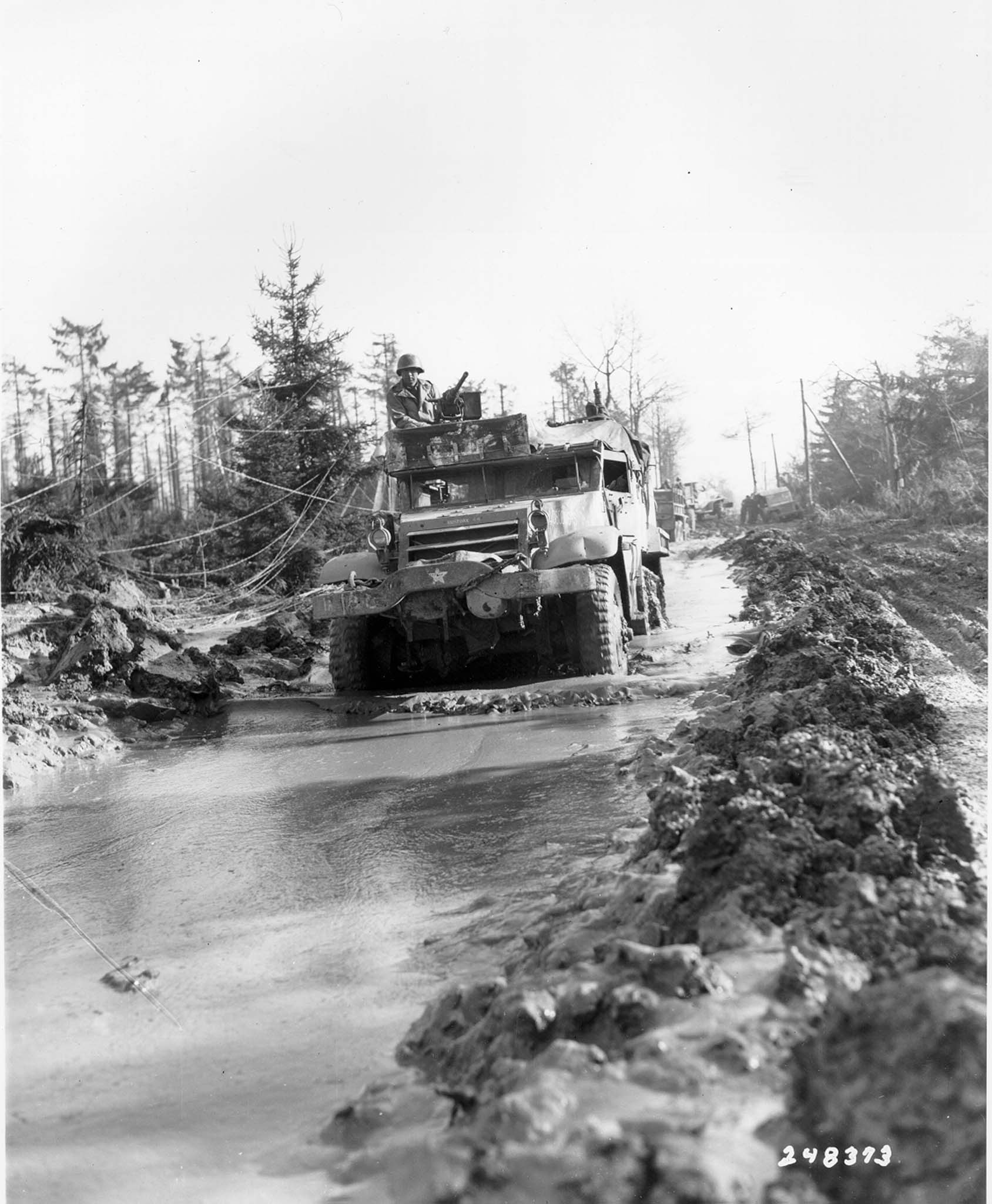
1945年2月15日1輛美軍半履帶車正在許特根森林行駛

1944年12月16日德軍發動阿登攻勢，一般則被稱為突出部戰役，德軍突然的進攻指向了盟軍戰線上防衛薄弱的地區及形成了一個龐大的突出部。在此地區的美軍單位包括第8、第104步兵師、第82及第101空降師加入防守，特別是防衛巴斯通，這是在第二次世界大戰中其中一場最重要及美國歷史上最大的一場戰役。
阿登攻勢在1月中被完全阻止，2月初美軍最後一次通過許特根森林展開進攻，2月10日施瓦門奧爾大壩被美軍攻佔，雖然德軍在之前已打開水閘及因而令魯爾河泛濫，令美軍在之後兩個星期未能前進以渡過萊茵河，最後進攻部隊在2月23日潮水退卻後再度展開渡過萊茵河的作戰。
兩名第4步兵師的士兵因在戰役中行動被授與榮譽勳章，第一位是佐治·麥布里陸軍上尉，這是第二次世界大戰中授與美軍士兵第2最高勳章，另1位是法蘭西斯·麥格羅希爾，他的勳章是在他死後追贈的。
1名被派往第28步兵師服役的士兵愛德華·唐納德·斯洛維克因為違抗前往許特根森林戰鬥的命令逃亡遭到軍法審判，他在1945年1月31日被處決，是自從美國內戰以來第1個因陣前逃亡被處決的美軍士兵。

### 傷亡數字

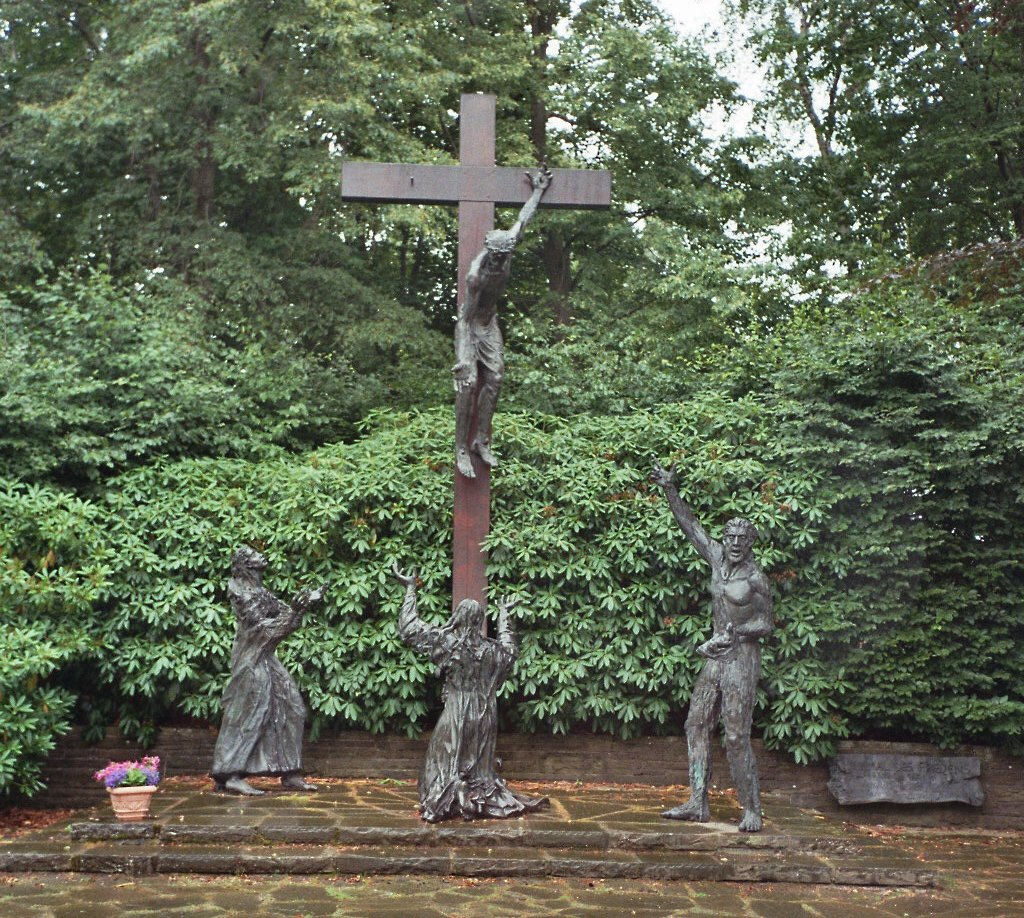
一個在沃斯森納克以紀念在許特根森林戰役中陣亡的士兵的紀念碑

美國軍方歷史中心估計有120,000名士兵包括後備役部隊參加在許特根森林的戰役；最後有23,000人在戰鬥中傷亡及另外9,000人非戰鬥傷亡，兩個師包括美軍第4及第9步兵師遭受沉重打擊，因而要撤回後方重整。
美軍在舒密特鎮戰役中共有6,184人傷亡，該兩個師在奧馬哈海灘只有4,000人傷亡，德軍的傷亡人數少於3,000人。
在第2階段美軍第4步兵師在11月20日前進了1.5公里，在戰鬥中付出了1,500人傷亡代價，另有數百人非戰鬥傷亡如戰壕足、凍傷和筋疲力竭，兩星期後，美軍推進了3公里，但已付出了4,053人戰鬥中及2,000人非戰鬥傷亡，在11月總共損失了170名軍官及4,754名士兵。
一些在許特根森林戰役戰鬥的單位亦曾參與在奧馬哈海灘中戰事；對比該兩次戰役，退伍軍人說許特根森林戰役比奧馬哈海灘中的戰事更為血腥，歐奈斯特·海明威描述該戰役為“巴雪戴爾加上三之爆炸”，這是一個合適的題銘。

## 歷史上的分析
歷史上很多關於美軍在此戰役之計劃是否合乎戰略或戰術上的意識，其中一個分析是指美軍低估了德軍士兵的優點及戰鬥精神，相信他們的戰鬥精神已在諾曼第灘頭突破及法萊茲戰役中完全崩潰了，特別是美軍指揮官錯誤理解許特根森林的不能通行性及其對炮火準確度降低之影響和不能提供空中支援，而且美軍集中進攻舒密特鎮及沒有嘗試攻取據有戰略意義的魯爾河堤壩和重要的在柏格斯坦的第400號山頭直至戰役的最後階段。
今天一些旅遊人士可以參觀在福瑟納克的博物館，可看到一些齊格菲防線堡壘的遺址及可沿里爾小道行走。

### 附錄
1. ↑  Regan, More military blunders, p.178.
2. ↑  Whiting, Battle of Hurtgen Forest, pp.xi–xiv, 271–274.
3. ↑  MacDonald, Siegfried Line campaign, p. 391.
4. ↑  The Schwammenauel Dam holds back the Rurstausee and is the major structure in a network. Upstream are further, but smaller, structures: the Paulushof Dam holding the Obersee and the Urft Dam holding the Urfttalsperre.
5. ↑  Neillands, Robin. . London: Orion Publishing Group. 2005: 239. ISBN 0-297-84617-5.
6. ↑  Neillands, Robin. . London: Orion Publishing Group. 2005: 253. ISBN 0-297-84617-5.
7. ↑  MacDonald, Siegfried Line campaign, pp. 454, 468–469.
8. 1 2  “樹林爆破”是有關一種利用一段時間的炮火覆蓋在樹頂進行的空中爆破技術，這讓金屬炮彈和樹林碎片掉下來。但因為美軍士兵已受到充分訓練如何應付攻擊地面的炮火攻勢，這技術被證明是不可行的，直到美軍士兵學習在炮轟時“緊抱樹木”為止。
9. ↑  Neillands, Robin. . London: Orion Publishing Group. 2005: 241. ISBN 0-297-84617-5.
10. ↑  .   [2009-02-04]. （原始内容存档于2018-10-04）.
11. ↑  . http://www.dtic.mil/. 1984  [2007-02-03]. （原始内容存档于2007-04-02）.
12. ↑  MacDonald, Siegfried Line campaign, pp. 616–617.
13. ↑  MacDonald, Siegfried Line campaign, p. 457n; pp. 419–420.
14. ↑  MacDonald, Siegfried Line campaign, p. 493.
15. ↑  MacDonald and Mathews, Three battles, p. 415.
16. ↑  Martin Herzog. Don’t Fraternize! Post-war American-German relations began 60 years ago （页面存档备份，存于），The Atlantic Times （页面存档备份，存于），October 2004. Paragraph 10
17. ↑  Neillands, Robin. . London: Orion Publishing Group. 2005: 240–241. ISBN 0-297-84617-5.
18. ↑  “Hopes Dashed in the Hürtgen” （页面存档备份，存于） by Edward G. Miller and David T. Zabecki August 16, 2005, originally an article in World War II magazine

### 書誌
- Regan, G. More Military Blunders. Carlton Books, 1993.

### 附加參考
- Whiting, Charles, The Battle of Hurtgen Forest. Orion Books, New York, 1989.
- Miller, Edward, A Dark and Bloody Ground: The Hürtgen Forest and the Roer River Dams, 1944 - 1945. College Station, TX: Texas A & M University Press, 1995.
- Nash, Douglas, Victory was Beyond Their Grasp: with the 272nd Volks-Grenadier Division from the Hürtgen Forest to the Heart of the Reich. Bedford: The Aberjona Press, 2008.
- Astor, Gerald. The Bloody Forest: Battle for Huertgen September 1944—January 1945. Presidio Press, 2000.
- An article by the son of an American soldier who died in the Battle of Hurtgen Forest: Hobbs, Claude Mack. （页面存档备份，存于）  “His Dad, The WWII Soldier, Is Resting in Flanders Fields". （页面存档备份，存于） Mobile Register. 16 Oct. 2004: A19.
- Rush, Robert Sterling, Hell in Hürtgen Forest: The Ordeal and Triumph of an American Infantry Regiment.  University Press of Kansas, Lawrence, KS (2001)
- MacDonald, Charles B., The Siegfried Line campaign. Center of Military History, United States Army, 1984.
- MacDonald, Charles B., and Sidney T. Mathews, Three battles: Arneville, Altuzzo, and Schmidt. Center of Military History, United States Army, 1993.
- We owe our freedom to GIs who fought by Peter Thomas （页面存档备份，存于），veteran of  Hurtgen Forest and Bulge Battles （页面存档备份，存于）

## 外部連結
- Friedrich Lengfeld[永久]
- The 22d Infantry Regiment in the Battle of Hürtgen Forest
- 5th Armored Division （页面存档备份，存于）
- The Battle of Hürtgen Forest （页面存档备份，存于）
- The Battle of the Hürtgen Forest
- When Trumpets Fade - movie (1998) （页面存档备份，存于）
- Battle of Hurtgen Forrest （页面存档备份，存于）
- YOU ENTER GERMANY: Bloody Huertgen and the Siegfried Line - movie (2007) （页面存档备份，存于）